# Санад ибн Али
Абу Таййиб Санад ибн Али аль-Яхуди (араб. سند بن علي‎; IX в.) — математик и астроном, перешедший в ислам еврей, работал в Багдаде, был руководителем обсерватории в квартале Шамасия.
Вместе с Яхьёй ибн Абу Мансуром, ал-Марварруди и ал-Джаухари участвовал в астрономических наблюдениях в Багдаде (830) и Дамаске (833), на основе которых был составлен «Зидж ал-Мамуна, подвергнутый проверке». Вместе с этим же астрономами участвовал в определении длины 1° дуги земного меридиана на равнине Синджар. Санад ибн Али предложил способ измерения размеров Земли, при котором с высокой горы, возвыщающейся над морем, определяется понижение горизонта по отношению к горизонтали; этот способ описывает ал-Бируни в «Геодезии».
Санад ибн Али написал следующие сочинения:
- «Книга об алгебре и аль-мукабале»,
- «Книга об индийской арифметике» (араб. كتاب الحساب الهندي‎),
- «Книга о сложении и вычитании» (араб. كتاب الجمع والتفريق‎),
- «Книга об апотомах и медиалях» (комментарий к X книге «Начал» Евклида).

Его зидж цитируется в «Хакимовом зидже» Ибн Юнусом.